# Terraformare

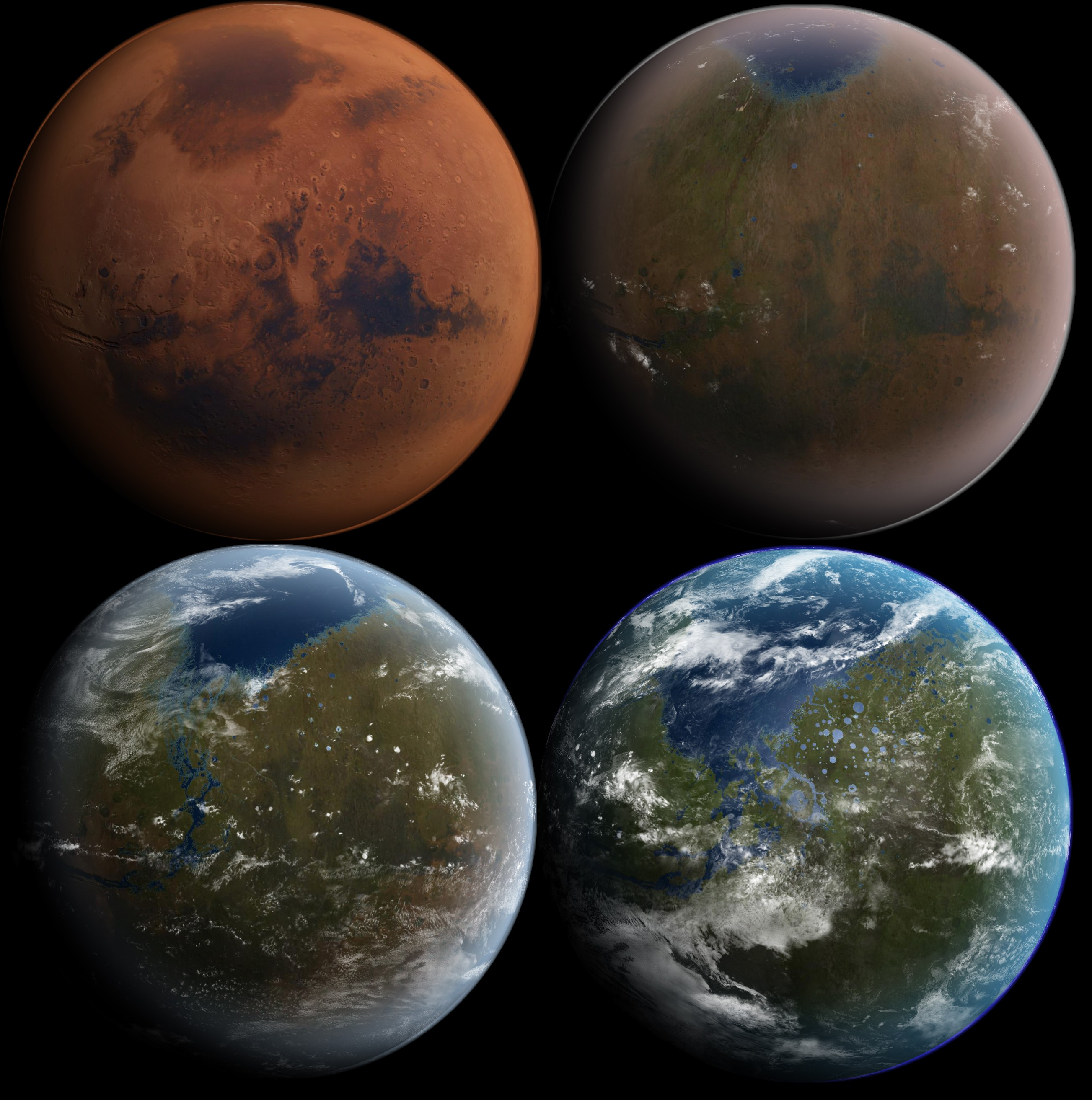
Etapele terraformării planetei Marte

Terraformarea (de la „Terra” și „formare”) este o idee, devenită ulterior un concept, lansat inițial de autorii de literatură științifico-fantastică, îmbrățișat ulterior de adepții ingineriei planetare și ai celei galactice, care presupune modelarea geografică, atmosferică și ecologică a unor planete asemănătoare Pământului în scopul colonizării și locuirii acestora de către oameni.

## Introducere
Sub actuala utilizare, termenul a fost folosit prima dată de Jack Williamson în povestirea sa științifico-fantastică "Collision Orbit", publicată în 1942 în Astounding Science Fiction, dar este perfect posibil ca existența conceptului să fi fost anterioară acestei lucrări.
Terraformarea, în engleză terraforming, reprezinta procesul ipotetic de modificare artificială a realităților atmosferice, topografice, climatice, geologice și ecologice ale unei planete, satelit sau alt corp ceresc, cu scopul final de a-l transforma într-un spațiu locuibil, care să reprezinte cât mai fidel condițiile terestre favorabile vieții.

## Ecosinteză
Ecosinteza este  procesul prin care se introduc anumite specii biologice special alese într-un mediu străin cu scopul de a realiza existența unui ecosistem, oricât de minimal ar fi acesta, imediat după realizarea unei atmosfere de tip asemănător cu al celei terestre. Ecosinteza ar începe pe porțiuni mici, necesitând timp și având ca rezultat final modificarea întregului corp ceresc într-un cămin terestru, propice vieții.

## Păreri etice
În biologie și ecologie există o dezbatere dacă terraformarea altor lumi este corect din punct de vedere etic. Unii sunt contra terraformării, alții sunt pro doar în situații de criză, când omenirea e în pericol, sau alții sunt pro în orice situație, ca și Carl Sagan care susține ideea lui că e datoria omenirii să ducă viață în alte lumi. O mare parte crede că Terra va fi, la un moment dat, distrusă, ori de oameni, ori de alte pericole sau fenomene naturale, cel mai probabil un asteroid, așadar ei sunt de părere că terraformarea este necesară pentru a păstra omenirea și alte viețuitoare pământești în viață pe alte lumi. Majoritatea planetelor pot, chiar în starea actuala, să susțină viața unor micro organisme care sunt adaptate la mediul respectiv, dar sunt și planete complet sterpe, iar acestea nu implică păreri etice deoarece nu sunt viețuitoare care să fie afectate sau chiar eliminate din cauza terraformării. Totuși, sunt unii care cred că omenirea nu are nici un drept să modifice natura cum vrea, dar sunt și care sunt "la mijloc" și consideră că atât timp cât viețuitoarele de pe acea lume nu își urmează viața după voie, ca oamenii, nu este nimic greșit în terraformarea acelei lumi, în caz contrariu, nu avem dreptul să modificăm lumea care pe drept le aparține, așa cum nici noi nu ne dorim să ne modifice alții planeta, sau doar în spații restrânse atât încât să nu le "deranjăm". Alții cred că indiferent dacă "locuitorii" acelei lumi își urmează viața cum vor sau nu, sunt totuși viețuitoare. Sunt foarte multe păreri și tabere, dar în final se împart în două mari tabere, cei care sunt contra și cei care sunt pro.

## Marte

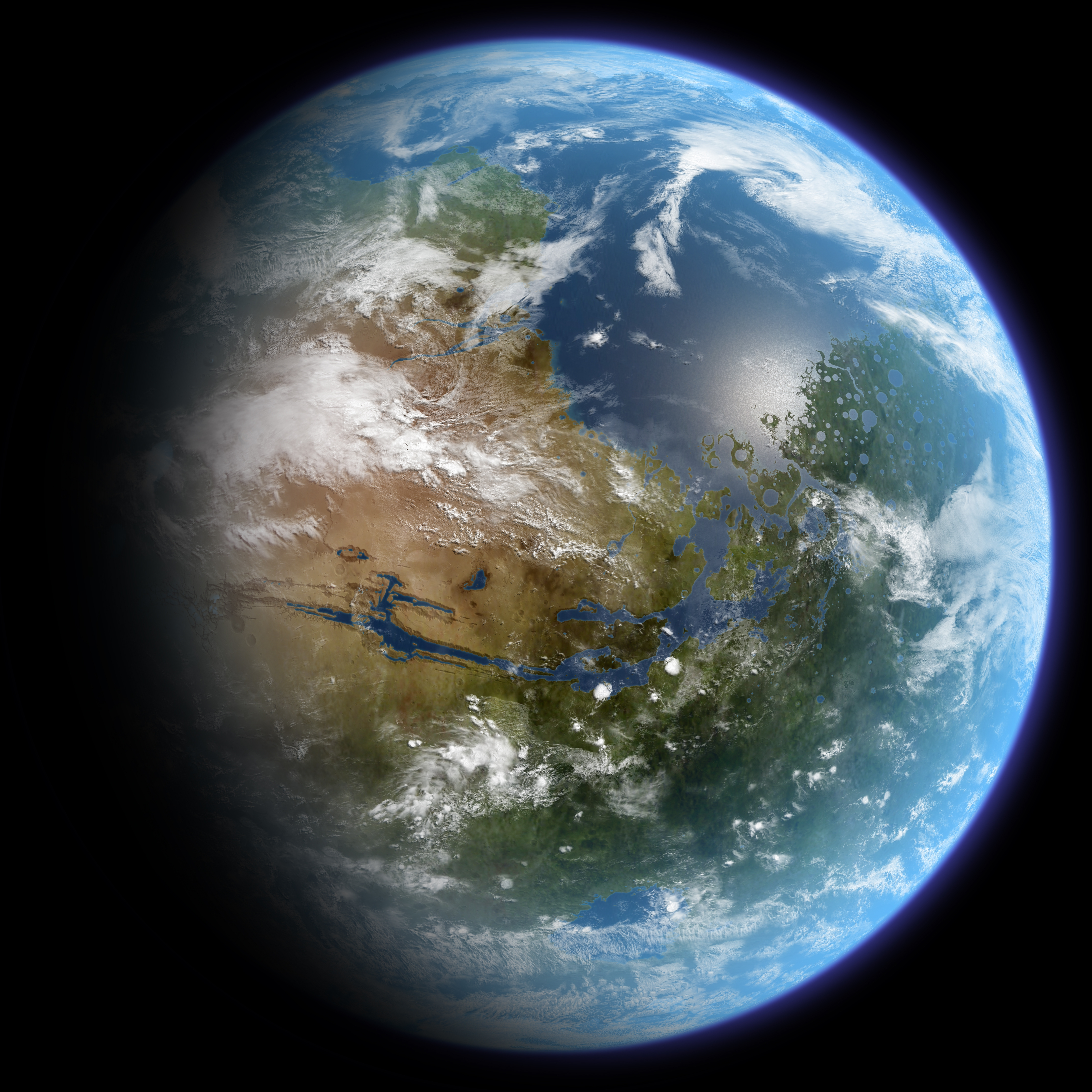
Planeta Marte terraformată, concepție artistică

Marte este considerată de specialiști ca fiind prima pe lista de terraformări. Acestei planete îi lipsesc trei elemente importante: atmosferă densă, magnetosferă extinsă și căldură. 
Atmosfera planetei este redusă, având nevoie de una mai densă care să conțină gaze ce produc efectele de seră, precum dioxidul de carbon. Cu ajutorul gazelor, căldura solară e captată în atmosferă ridicând astfel temperatura planetei. O temperatură mai ridicată, amplifică efectele gazelor de seră prin eliberarea gazelor din sol, cele două alimentându-se reciproc. Gazele de seră pot fi produse pe Marte dacă se construiesc acolo fabrici și uzine care să polueze foarte mult, această planetă având toate materialele necesare industriei. Produsele acestor fabrici pot fi folosite pentru a construi așezări omenești pe planetă.
Încălzirea planetei se poate face prin două metode: cu ajutorul gazelor de seră, cu ajutorul mai multor oglinzi gigantice care redirecționează lumina soarelui spre planetă, activarea nucleului planetei prin impact sau impactul cu un asteroid sau cometă suficient de mare să producă destulă căldură și gaze de seră.
Imediat după încălzirea planetei, va apărea și apa. Apa există deja pe Marte în stare solidă, planeta având calote glaciare și un lac înghețat. De asemenea, se crede că la o anumită adâncime, unde este mai cald, se poate găsi apă chiar și în stare lichidă. 
Apa de pe Marte, spun specialiștii, e cel mai posibil să fie toxică, aceasta având un nivel foarte ridicat de sare, sarea găsindu-se în foarte
multe locuri pe acesta planetă. Totuși, și pe Terra se găsesc ape foarte sărate, deci putem folosi vietățile din apele noastre, pentru a popula apele marțiene. Aceste vietăți vor produce oxigen și alte elemente esențiale, unele bacterii probabil pot să o și purifice de sare.

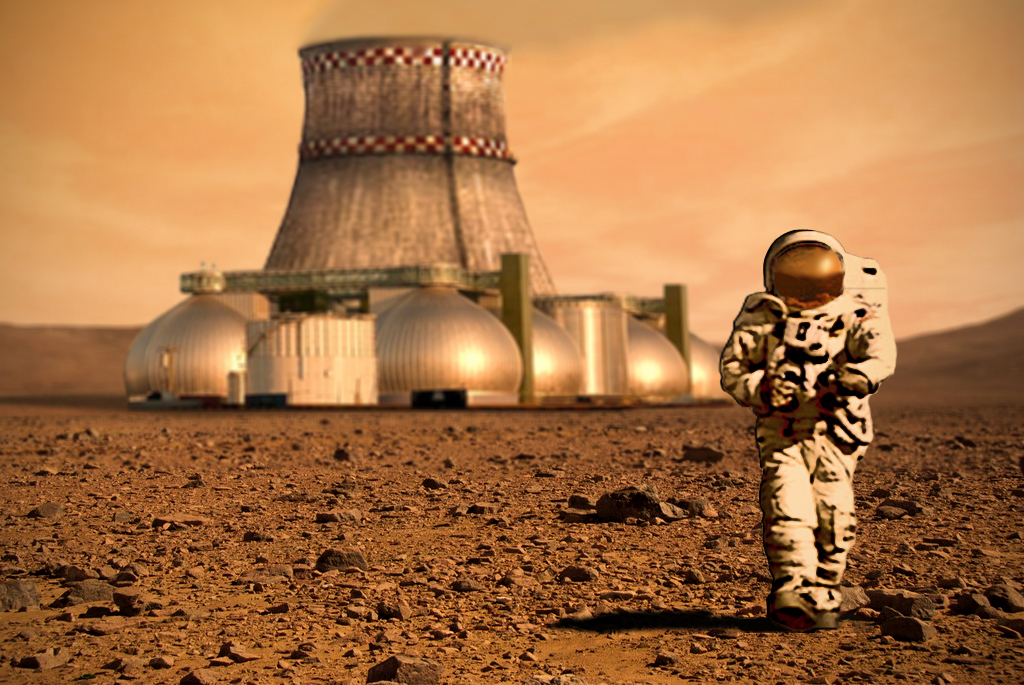
Reprezentare artistică a terraformării planetei Marte

La fel ca atmosfera, și magnetosfera este foarte redusă, acoperind aproximativ numai 40% din planetă. În trecutul îndepărtat din istoria planetei Marte, aceasta avea o magnetosferă extinsă, și planeta în general era mult mai asemănătoare Terrei. Acest lucru e dovedit de meteoritul ALH 84001, găsit în Antarctica pe data de 27 decembrie 1984 de către o echipa de căutători de meteoriți. Această rocă de pe Marte a căzut în urmă cu 11 milioane de ani. După ce a fost examinată s-a găsit ca aceasta este magnetizată, unele urme de magnetizare datând de pe vremea când și Marte și Terra erau bombardate cu meteoriți. Ca această rocă, au căzut mai multe, toate provenind de pe Marte și fiind magnetizate. Prima a fost găsită în Egipt în 1911.
După ce s-a hotărât oficial că Marte a avut o magnetosferă extinsă și că a fost aproape la fel ca Terra, a apărut ipoteza încă în dezbatere, cum că viața pe Terra să fi ajuns de pe Marte, dovedindu-se că microorganismele pot supraviețui unei călătorii la bordul unui meteorit, adăpostindu-se în interiorul acestuia, unde sunt protejate, temperatura abia crescând cu câteva grade, o parte din ele rezistând și impactului, după care pot să evolueze și să populeze planeta. În prezent, de pe Marte ajunge pe Terra aproximativ o tonă de material, posibil în trecut mult mai mult, astfel devenind posibil în trecut și transportul unor microorganisme dacă acestea chiar au existat.

## Venus

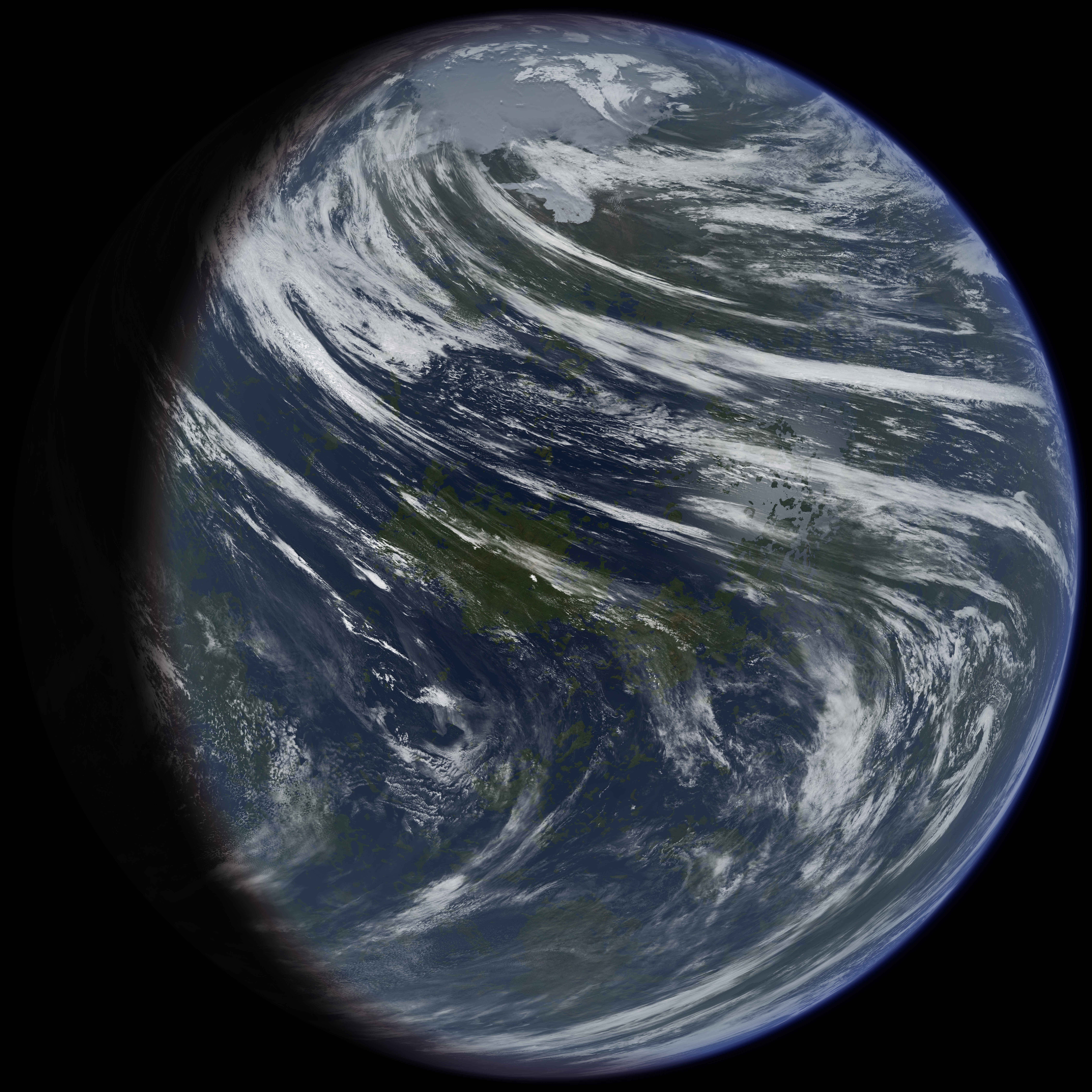
Planeta Venus terraformată, concepție artistică

Pentru realizarea terraformării, proiecte asemănătoare vizează Luna și Venus, dar chiar și anumite zone neprielnice vieții de pe Terra.
Carl Sagan, un astronom american, publică un articol științific intitulat "The Planet Venus" în 1961. 
Sagan își imaginează trimiterea unor alge în atmosfera planetei Venus, care vor transforma apa, azotul și carbonul în componente organice. Ca urmare a acestui proces, dioxidul de carbon era înlăturat din atmosferă, efectul de seră s-ar fi redus, astfel încât temperaturile de la suprafață ar fi scăzut la un niveluri confortabile.
Carbonul care ar fi rezultat, presupune Sagan, ar trebui să fie incinerat de temperaturile mari de la înălțime și, astfel, să fie asimilat în formă de grafit sau o formă involatilă de carbon pe suprafața planetei. 
Cu toate acestea, descoperirile de mai târziu  despre condițiile de pe Venus au făcut ca această abordare să fie total imposibilă. O problemă ar fi că norii de pe Venus sunt compuși dintr-o soluție foarte concentrată de acid sulfuric.
Terraformarea planetei Venus necesită două schimbări majore; înlăturarea a celei mai dense atmosferă de dioxid de carbon și de reducere a temperaturii de suprafață a planetei, care momentan are 500 °C (770 K) . Aceste obiective sunt strâns legate între ele, din moment ce temperatura lui Venus este considerată a fi cauza efectului de seră care cauzează atmosfera densă. Prin separarea carbonului din atmosferă s-ar putea rezolva problema de temperatură, precum și diluarea atmosferei dense.

## Luna

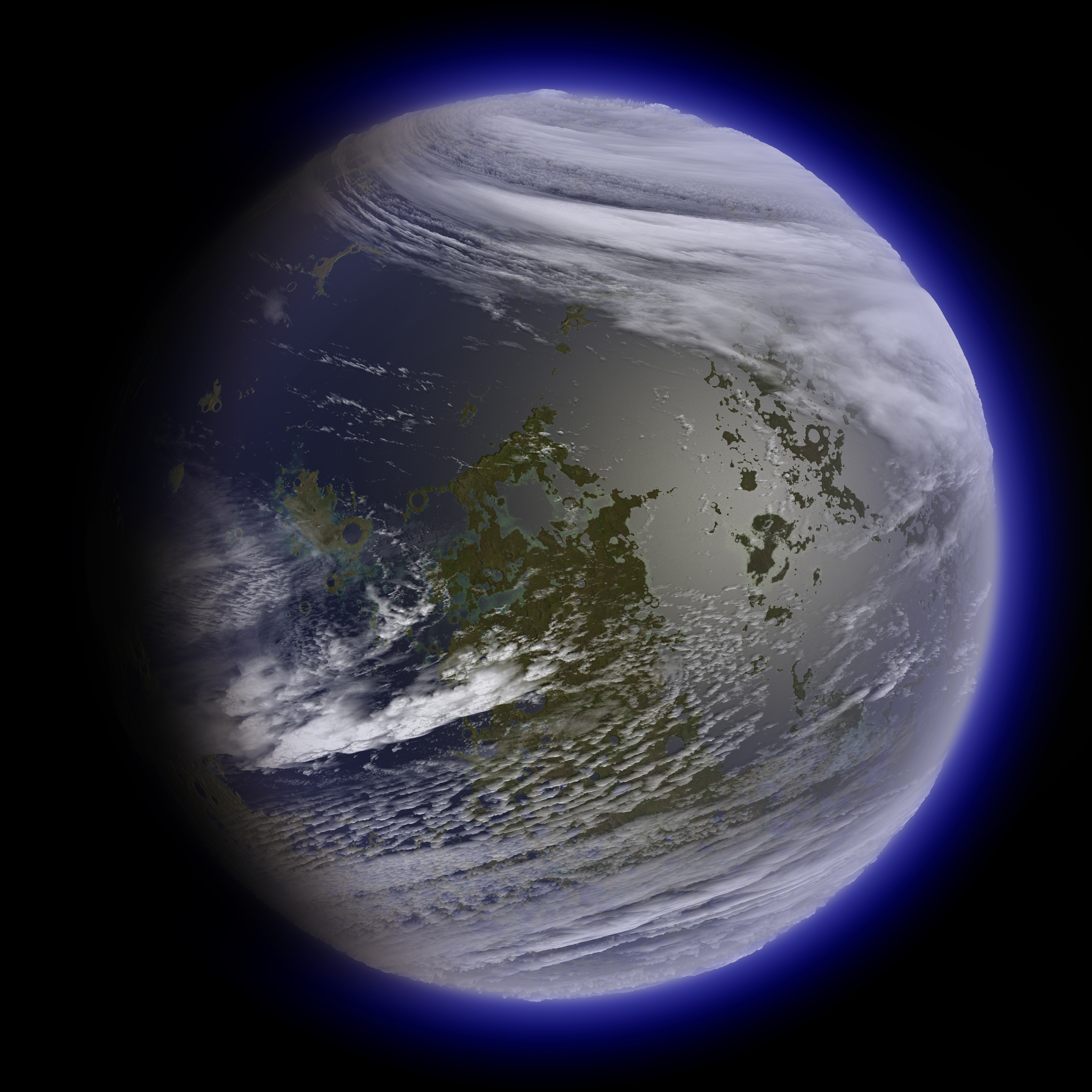
Satelitul natural Luna terraformată, concepție artistică

Luna are o prioritate însemnată pe lista terraformărilor, deoarece este cam la aceeași distanță față de Soare, și plasată în zona habitabilă din sistemul Solar, ca Terra, și pentru că este lumea cea mai apropiată de noi.
Un obstacol gigant, care e posibil să facă terraformarea Lunii impracticabilă, este lipsa unei atmosfere dense și inabilitatea de a susține o atmosferă densă, potrivită vieții omenești, în cazul în care noi i-am crea-o, ar pierde-o în scurt timp. Pentru rezolvarea acestei probleme se poate folosi o instalație care mărește atmosfera constant, astfel încât să înlocuiască pierderile și să o mențină la nivelul dorit. Motivul pentru care Luna nu poate susține o atmosfera așa densă, este masa și dimensiunile foarte mici a acesteia.
Un alt obstacol este cantitatea redusa de apă, dar datorită suprafeței mici, am putea trimite destulă apă chiar de pe Terra, sau e posibil ca în viitor să putem redirecționa obiectele din spațiu (asteroizi, comete, etc...) care conțin apă, astfel încât să cadă pe Lună. Apa este un element prim al vieții, fără ea nu se poate coloniza. 
Un alt element lipsă este oxigenul. Cea mai ușoară rezolvare este adăugarea apei. Apa, prin ploaie, va ajunge în final peste tot pe Luna, curățând solul de toxine, poluări, și creând bacterii care produc oxigen.
O altă problemă majoră e că luna este în totalitate lipsită de magnetosferă, care ar proteja-o de periculoasele vânturi solare și radiații. Cu ajutorul unei instalații, se pot capta razele solare, cu ajutorul cărora va genera o magnetosferă artificială care ne va proteja de pericolele din spațiu.

## Europa

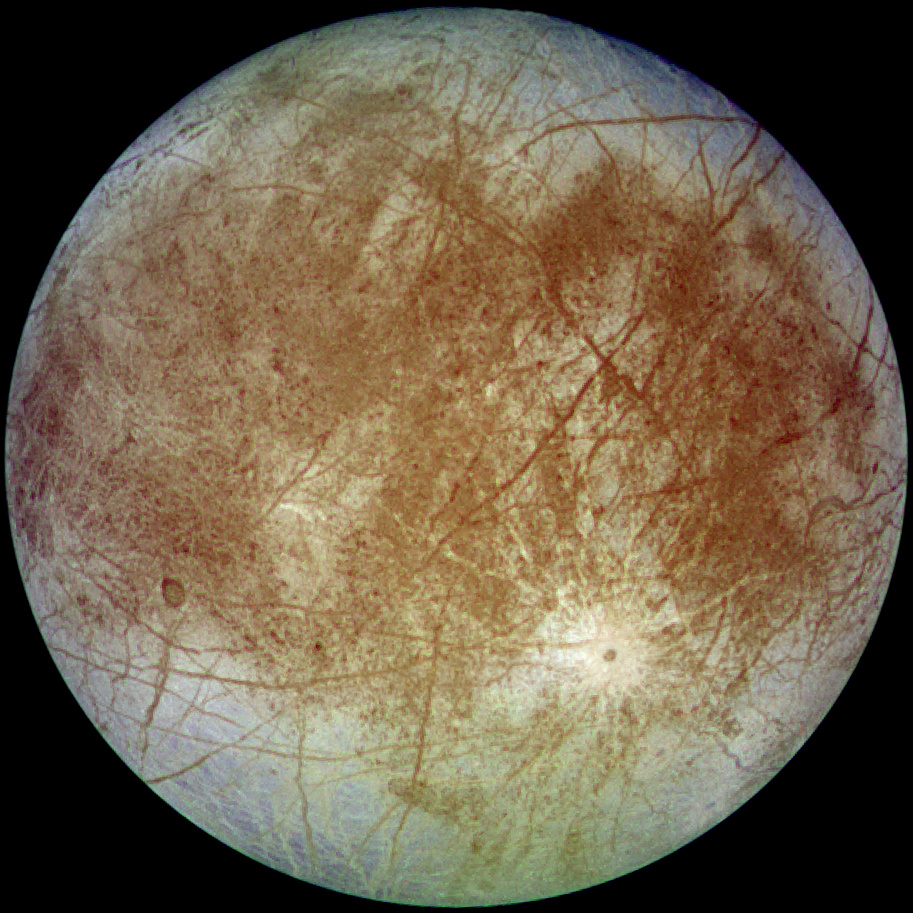
Europa, fotografie realizată în 1996

Europa este unul dintre sateliții naturali ai planetei Jupiter. Europa este, ca și Marte, un candidat foarte important pe lista terraformărilor. Cel mai important este faptul că acest satelit natural are apă în stare lichidă, ceea ce este crucial în introducerea viețuitoarelor. Stratul de apă se presupune că are grosime de aproximativ 100 km. Odată cu acest mare avantaj, Europa are și numeroase dezavantaje, de exemplu stratul de gheață care are ca dimensiuni întreaga suprafață a acesteia, și adâncimi enorme dar necunoscute. 
Pentru a se putea coloniza, este nevoie mai întâi să o încălzim. Există mai multe metode de a încălzi o planetă, dar nici una dintre cele cunoscute până acum nu este cea optimă, oricare dintre ele având nevoie de fonduri colosale, depășind posibilitățile. 
Apoi, este nevoie de oxigen. Tehnologia din ziua de azi ne permite să îl fabricăm chiar pe Europa, cu ajutorul sursei de apă "nelimitată", dar de asemenea depășește posibilitățile financiare. 
Un alt dezavantaj este că Europa se află pe o centură de radiații gigantică, din preajma planetei Jupiter. Pentru a evita iradierea este nevoie de o instalație specială care să absoarbă radiațiile, ceea ce deocamdata nu este posibil nici măcar pe arii mai restrânse. 
Terraformarea Europei invocă totodată și păreri etice, existând posibilitatea ca în stratul cu apă lichidă să existe deja viețuitoare adaptate la acest mediu, la fel ca și pe fundul oceanului Pacific, unde până recent se considera că datorită condițiilor, nici o viețuitoare nu poate exista acolo. Pe baza acestei descoperiri, și studiilor Europei, există ipoteza cum că în stratul cu apa lichidă pot exista viețuitoare marine. Dacă este adevărat, atunci, din punct de vedere etic, omenirea nu are nici un drept să terraformeze Europa, fiind deja locuită.

## Callisto

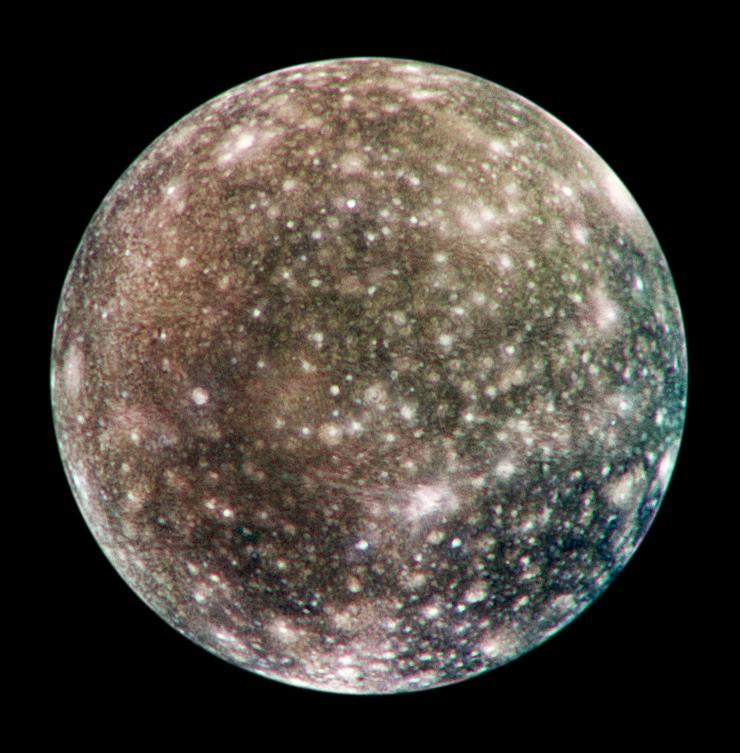
Callisto, fotografie realizată în 2001

Callisto este un satelit natural al planetei Jupiter. În 2003, NASA a început un proiect numit HOPE (Human Outer Planets Exploration) care intenționa explorarea sistemului solar exterior de către oameni, nu de aparate. Callisto a fost stabilită ca țintă. În 2003, a anunțat că speră ca în anii 2040 sa poată trimite o misiune cu oameni pe Callisto.
În urma explorării suprafeței, cu aparate, s-a hotărât că cea mai ușoară metodă de colonizare este construirea unei baze izolate de mediul exterior, chiar pe suprafața acesteia. Construirea unor asemenea baze are multe avantaje cu scop industrial și economic, ca și radiația ușoară și stabilitate geologică. Cu acest ajutor, baza poate facilita explorarea unui alt satelit natural important a lui Jupiter, Europa. De asemenea ar avea și rolul unei "benzinarii", navele spațiale putându-și alimenta rezervoarele pentru a merge mai departe în spațiu.
Datorită distanței față de Jupiter, Callisto este expusă unui nivel mai mic de radiații, și e mai puțin influențată de magnetosfera lui.
Structura lui Callisto este foarte interesantă, are aproximativ la fel de multă rocă cât și gheață, suprafața este foarte veche și nu arată că are sau că ar fi avut plăci tectonice sau vulcani, așadar se crede că a evoluat în urma impactelor cu alte obiecte din spațiu.
Atmosfera lui Callisto este foarte joasă, formată din dioxid de carbon și probabil și carbon molecular și o mult mai intensă ionosferă.
Callisto are un ocean subteran, adânc de 100-150km și are nucleu de rocă, nu de metal. Existența unui ocean duce la ipoteza existenței unor viețuitoare extraterestre marine, la fel ca și în cazul Europei.